# Lotheridium
Lotheridium is een geslacht van uitgestorven zoogdieren die tot de Deltatheroida behoort en daarmee verwant is aan de buideldieren. Dit dier leefde in het Laat-Krijt in oostelijk Azië.

## Fossiele vondsten
Fossielen van Lotheridium zijn gevonden in de provincie Henan in de Volksrepubliek China. De vondsten bestaan uit een vrijwel complete schedel en onderkaken.

## Kenmerken
De schedel van Lotheridium is 67,3 millimeter lang. De lichaamslengte wordt geschat op ongeveer twintig centimeter met een staart van vermoedelijk tien tot twintig centimeter lang. De hoektanden zijn verlengd en sabeltandachtig. Lotheridium was een carnivoor en jaagde vermoedelijk op kleine reptielen, waaronder mogelijk kleine dinosauriërs. 